# 비아초등학교
비아초등학교는 대한민국 광주광역시 광산구 비아동에 있는 공립 초등학교이다.

## 연혁
- 1922년 9월 1일 광산군 비아공립보통학교(4년제) 개교
- 1928년 4월 1일 6년제로 개편
- 1938년 4월 1일 비아동(東)공립심상소학교로 개칭[1]
- 1941년 4월 1일 비아동공립국민학교로 개칭[2]
- 1949년 12월 31일 비아동국민학교로 명칭 변경[3]
- 1962년 3월 27일 비아국민학교로 교명 변경
- 1996년 3월 1일 비아초등학교로 개칭[4]
- 2001년 10월 1일 비아초등학교 신축공사 준공(강당포함)
- 2001년 10월 24일 신축교사 3동 신축공사 준공
- 2020년 1월 10일 제97회 졸업식(총 졸업생 9,476명)
- 2020년 3월 1일 20학급 편성(특수학급 1학급 포함)
- 2021년 1월 14일 제98회 졸업식(총 졸업생 9,546명)
- 2021년 3월 1일 제32대 김정희 교장 부임
- 2021년 3월 1일 19학급 편성(특수학급 1학급 포함)

## 학교 상징
- 교화 - 장미 : 정열, 훈훈함
- 교목 - 소나무 : 절개, 투지, 기상
- 교색 - 녹색 : 푸른꿈, 희망, 승리

## 통학 구역
- 광산구 비아동 1통~4통, 5통~7통(호반), 8통~9통(중흥1차), 10통, 11통(중흥2차), 12통, 13통~14통, 17통
- 광산구 첨단1동 1통(비아 1~2반)

## 참고 자료
- 비아초등학교 - 한국교육학술정보원 학교알리미